# Hangyászpinty
A hangyászpinty (Parmoptila woodhousei) a madarak osztályának a verébalakúak (Passeriformes) rendjébe, ezen belül a díszpintyfélék (Estrildidae) családjába tartozó faj.

## Rendszerezése
A fajt John Cassin amerikai ornitológus írta le 1859-ben. Tudományos faji nevét Samuel Washington Woodhouse amerikai természettudósról kapta.

## Alfajai
- Parmoptila woodhousei ansorgei (Hartet, 1904)
- Parmoptila woodhousei woodhousei  (Cassin, 1859)[2]

## Előfordulása
Afrika középső részén, Angola, Kamerun, a Közép-afrikai Köztársaság, a Kongói Demokratikus Köztársaság, a Kongói Köztársaság, Egyenlítői-Guinea, Gabon és Nigéria területén honos. Természetes élőhelyei a szubtrópusi és trópusi síkvidéki esőerdők. Állandó, nem vonuló faj.

## Megjelenése
Testhossza 11 centiméter, testtömege 9.4 gramm. A hím feje barna, a homloktollak hegye vöröses színű. A fejoldalak, az áll és a torok vörösesbarna. A kantár feketés színű. A szárnyfedő tollak vörösesbarnák. A test alsó része fehéres, az alsó farokfedő tollak olajbarna színűek, keresztszalagokkal árnyaltan. A csőr fekete, felül olajbarna árnyalattal. A láb vöröses színű, a szem olajbarna. A tojón hiányzik a vörös szín a homloktollak hegyéről, a fej elülső része barna, barnássárga foltokkal.

## Életmódja
Főleg rovarokkal táplálkozik, de fogyaszt gyümölcsöket is.

## Szaporodása
Fészekalja 3-4 tojásból áll.

## Természetvédelmi helyzete
Az elterjedési területe nagyon nagy, egyedszáma pedig stabil. A Természetvédelmi Világszövetség Vörös listáján nem fenyegetett fajként szerepel.